# 크리스토퍼 알렉산더

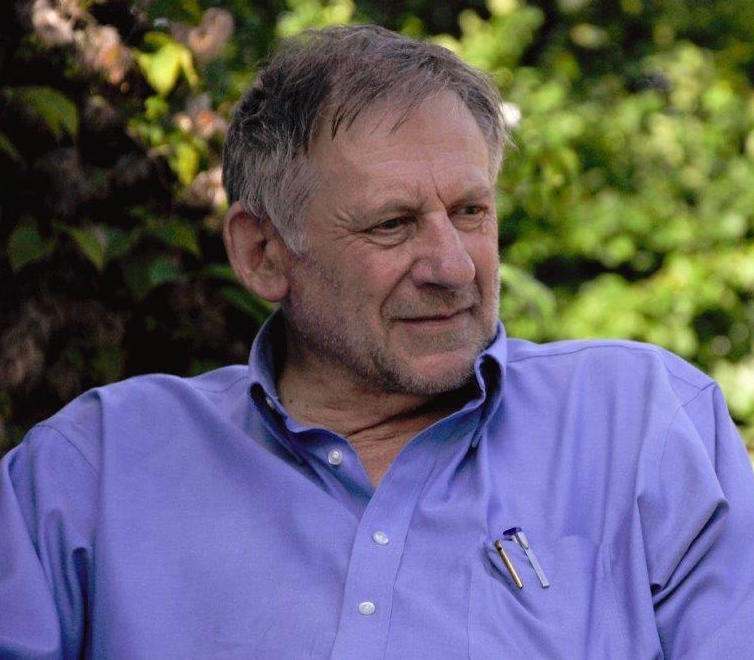
크리스토퍼 알렉산더(2012년)

크리스토퍼 알렉산더(Christopher Alexander, 1936년 10월 4일~2022년 3월 17일)는 오스트리아의 건축가이자 저술가이다.
오스트리아 빈 출신으로 건축 설계 이론과 미국 캘리포니아, 일본, 멕시코 등지의 200개 이상의 설계 프로젝트로 유명하다. 건물 사용자들이 그들이 원하는 건물에 대해 건축가들보다 잘 알고 있다고 추론한 그는 (사라 이시카와와 머레이 실버스타인의 협조로) 모든 인간 존재가 건물을 설계하고 지을 수 있게 만들어준 "패턴 언어"라는 개념을 만들어낸다. 1958년 그는 미국으로 이주하여 1963년부터 캘리포니아주 버클리에 거주했으며, 캘리포니아 대학교 버클리의 명예교수이다. 그는 은퇴하여 영국 서식스 주의 아룬델에 살았다. 2022년 3월 17일 86세 나이로 세상을 떠났다.

## 주요 저서
- 형태의 합성에 관한 노트
- 오레곤 대학교의 실험
- 패턴 랭귀지
- 시간을 초월한 건설의 길
- The Nature of Order